# Peter Schilling
Peter Schilling (nascut Pierre Michael Schilling; Stuttgart, 28 de gener de 1956) és un músic alemany de synthpop les cançons del qual sovint presenten temes de ciència-ficció com aliens, astronautes i catàstrofes. És conegut entre altres pel seu èxit de 1983, "Major Tom (Coming Home)", que va ser un èxit internacional.

## Vida i carrera professional
Schilling va néixer a Stuttgart, Alemanya. El seu àlbum de 1983, Error in the System, va generar el seu únic èxit internacional, "Major Tom (Coming Home)", un tema de la cançó clàssica de David Bowie "Space Oddity". Tot i que la cançó es va enregistrar originalment en alemany, la versió d'èxit internacional es va cantar en anglès.
El 1984 i el 1985, Schilling va publicar els àlbums 120 Grad i la versió en anglès de 120 Grad, 1985 publicà Things to Come. De 1986 a 1989, Schilling va llançar senzills sense àlbum i va publicar la seva compilació de 1988 The Different Story. El 1990, Schilling patia d'esgotament i a l'any següent va fer un descans. El 1994 es va casar amb la seva xicota Catyana. Es van divorciar el 2003. Roman casat amb la seva segona dona des del 2012.
A finals dels anys 90, Schilling va formar un projecte lateral anomenat Space Pilots, que va aparèixer al primer número de la recopilació popular de música de ball de la sèrie Dancemania. La banda incloïa Catyana Schilling, J. Feifel i P. Magnet. Només han gravat una cançó, titulada "Trip to Orion". Es va publicar en vinil i CD el 1995 i apareix al CD de compilació de "dance" japonesa Dancemania 1. La cançó està basada i inclou mostres vocals del programa de televisió alemany de ciència-ficció Raumpatrouille Orion.
A principis dels anys 2000 va formar una nova banda i actualment toca concerts en directe amb la seva banda, fent una gires per Alemanya, Suïssa i Àustria.

## Discografia

### Albums i compilacions
- Fehler im System, WEA 24.0026.1, 1982 [No. 1 Alemanya, No. 4 Àustria]
- Error in the System, Elektra 60265-1, 1983 [No. 61 US, No. 1 Canadà]
- 120 Grad, 1984
- Things to Come, Elektra 604404-1, 1985
- 1.000 Augen, 1986 (album mai fou publicat)
- The Different Story (World of Lust and Crime), 1989 (publicat en Alemanya en 1992)
- Geheime Macht, 1993
- Major Tom 94, 1994
- Sonne, Mond Und Sterne, 1994
- Von anfangan...bis jetzt, 1999
- Raumnot, 2003
- Retrospektive, 2004
- Zeitsprung, 2004
- Delight Factor Wellness, 2005
- Das Prinzip Mensch, 2006
- Tauch Mit Mir...In Eine Neue Zeit...Das Beste Von 2003–2006, 2006
- Emotionen sind männlich, 2007
- Neu & Live 2010, 2010
- DNA, 2014

### Singles
- "Träume sind mehr als nur Illusionen"/"Sag nie Good-Bye", 1976 (com a Pierre Schilling)
- "Gib her das Ding/Frei sein ist schön", 1979 (com a Pierre Schilling)
- "Heut ist was los auf der Autobahn"/"Sweet Sixteen", 1980 (com a Pierre Schilling)
- "Lied An Dich"/"Lampenfieber", 1981 (com a Pierre Schilling)
- "Major Tom (Völlig losgelöst)", 1982 [No. 1 Alemanya, No. 1 Suïssa, No. 1 Àustria, No. 2 Netherlands]
- "Die Wüste Lebt", 1983 [No. 5 Àustria, No. 10 Suïssa, No. 7 Alemanya]
- "Fehler Im System", 1983
- "Major Tom (Coming Home)", Elektra 7-69811, 1983 [No. 14 US, No. 1 Canadà, No. 42 UK, No. 4 South Africa]
- "Major Tom (Coming Home)" (12" single), Elektra 0-66995, 1983
- "Terra Titanic", 1984 [No. 26 Alemanya]
- "Terra Titanic" (12" single), WEA 249,415-0, 1984
- "Hitze Der Nacht", 1984 [No. 46 Alemanya]
- "Hitze Der Nacht" (Special Remix), 1984
- "Region 804", 1985
- "Chill of the Night" (promo), 1985
- "Ich Vermisse Dich"/"Für immer jung", 1986 [No. 32 Alemanya]
- "All The Love I Need"/"In My Youth", 1986
- "Alles Endet Bei Dir"/"Wonderful World", 1986
- "The Different Story (World of Lust And Crime)", 1988 [No. 10 Suècia, No. 61 USA]
- "Zug Um Zug", 1992
- "Bild Der Dunkelheit", 1992
- "Viel Zu Heiss", 1993
- "Major Tom 94", 1994 (relecom aed in both English and German) [No. 29 Alemanya]
- "Sonne, Mond Und Sterne", 1994
- "Terra Titanic", 1995 (1995 remixes)
- "Trip to Orion", 1996 (with the Space Pilots)
- "Kingdom of Rain", 2000 (com a M*Period)
- "Major Tom 2000" (Ground Control vs. Major Tom) [No. 83 Alemanya]
- "Terra Titanic 2003", 2003
- "Raumnot", 2003
- "Sonne, Mond Und Sterne 2003", 2003
- "Major Tom 2003", 2003
- "Experiment Erde", 2004
- "Weit Weg", 2005
- "Der Menschliche Faktor" (Remixes), 2005
- "Es Gibt Keine Sehnsucht", 2006

## Llibres
- Lust Faktor Wellness, 2005
- Emotionen sind männlich, 2007
- Völlig Losgelöst: Mein langer Weg zum Selbstwert – vom Burnout zurück ins Leben, 2013